# George Mackay Brown
George Mackay Brown (Stromness, 17 ottobre 1921 – 13 aprile 1996) è stato uno scrittore e poeta scozzese, dal carattere marcatamente orcadiano. È considerato uno dei maggiori poeti scozzesi del Novecento.

## Biografia
George Mackay Brown fu l'ultimo di sei figli, nato da Mhairi Mackay e John Brown il 17 ottobre 1921. A parte il breve periodo trascorso in Scozia quand'era studente, Mackay Brown visse tutta la vita a Stromness, nelle Isole Orcadi. La sua gioventù fu segnata da un'estrema povertà e dalla tubercolosi. Questa malattia gli impedì di entrare nell'esercito allo scoppio della seconda guerra mondiale, e lo afflisse a tal punto da precludergli una normale vita lavorativa, tuttavia fu grazie a questa se ebbe lo spazio e il tempo di scrivere. Nel 1948, anno della liberalizzazione dell'alcool nelle isole, Mackay Brown fece il suo primo assaggio, che definì "una rivelazione; hanno irrigato le mie vene di felicità; lavato via tutti gli affanni, le riservatezze e le preoccupazioni. Ricordo che pensavo tra me e me ‘Se potessi avere due pinte di birra ogni pomeriggio, la vita sarebbe una grande felicità’"
. Successivamente soffrì di alcolismo per il resto della sua vita. Frequentò l'Università di Edimburgo e il Newbattle Abbey College dove conobbe Edwin Muir che ebbe grande influenza sulla sua vita come scrittore. Quando morì nel 1996, fu sepolto nella cattedrale di San Magnus a Kirkwall sotto una lapide che recava un'iscrizione tratta da una delle sue poesie.

## Opere
Mackay Brown trasse gran parte della sua ispirazione dalle sue isole natie, per poi riversarla in poesie, racconti e romanzi che compose nel corso degli anni. S'ispirò alla Orkneying Saga vichinga, soprattutto nel suo romanzo La croce e la svastica (Magnus). Nel 1961, si convertì al cattolicesimo e trasse molta ispirazione dalla tradizione liturgica latina, dal monachesimo e dalla storia della chiesa medievale delle Orcadi.
Il suo romanzo Lungo l'oceano del tempo (Beside the Ocean of Time) fu selezionato per il Booker Prize nel 1994 e premiato come miglior libro scozzese dell'anno per la Saltire Society; nel 1987 vinse il James Tait Black Memorial Prize per The Golden Bird: Two Orkney Stories (L'uccello dorato: due storie orcadiane). La sua autobiografia, For the Islands I Sing (Per le isole canto), fu pubblicata poco dopo la sua morte. Una biografia, George Mackay Brown: The Life (GMB: la vita) scritta da Maggie Fergusson fu pubblicata nel 2006.
Il compositore Peter Maxwell Davies collaborò con Mackay Brown in molti dei suoi lavori ispirati alle Orcadi.

## Opere Selezionate

### Romanzi
- Un'estate a Greenvoe (Greenvoe, 1972) Giovanni Tranchida Editore (ISBN 978-88-80-03296-0)
- La croce e la svastica (Magnus, 1973) Giovanni Tranchida Editore (ISBN 978-88-80-03200-7)
- Time in a Red Coat (Il tempo in un mantello rosso, 1984)
- The Golden Bird: Two Orkney Stories (L'uccello dorato: due storie orcadiane, 1987)
- Vinland. L'ultimo viaggio (Vinland, 1992) Giovanni Tranchida Editore (ISBN 978-88-80-03350-9)
- Lungo l'oceano del tempo (Beside the Ocean of Time, 1994) Giovanni Tranchida Editore (ISBN 978-88-80-03254-0)
- In quella grotta (Editore Bompiani, Collana: I delfini, 1999) ISBN 978-88-452-3961-8.

### Racconti
- A Calendar of Love (Un calendario d'amore, 1967)
- A Time to Keep (Un tempo da rispettare, 1969)
- Hawkfall (La caduta del falco, 1974)
- The Sun's Net (La rete del sole, 1976)
- Sam and the Sea (Sam e il mare, 1982) (in Susan Hill: Storie di fantasmi (The Walker Book of Ghost Stories) (illustrazioni di Angela Barrett); Edizioni EL / Einaudi Ragazzi, 2004)
- Andrina and Other Stories (Andrina e altri racconti, 1983)
- The Masked Fisherman and Other Stories (Il pescatore mascherato e altri racconti, 1989)
- The Sea-King's Daughter (La figlia del re del mare, 1991)
- Winter Tales (Racconti d'inverno, 1995)
- The Island of the Women and Other Stories (L'isola delle donne e altri racconti, 1998)

### Poesie
- The Storm (La tempesta, 1954)
- Loaves and Fishes (Pani e pesci, 1959)
- The Year of the Whale (L'anno della balena, 1965)
- Fishermen with Ploughs (Pescatori con aratri, 1971)
- Winterfold (La spira dell'inverno, 1976)
- Voyages (Viaggi, 1983)
- The Wreck of the Archangel (La distruzione dell'arcangelo, 1989)
- Tryst on Egilsay (Appuntamento a Egilsay, 1989)
- Brodgar Poems (Poemi di Brodgar, 1992)
- Foresterhill (Foresterhill, 1992)
- Following a Lark (Inseguendo l'allodola, 1996)
- Water (Acqua, 1996)
- Travellers (Viaggiatori, 2001)

### Teatro
- A Spell for Green Corn (Un incantesimo per il granoturco verde, 1970)
- Three Plays: The Loom of Light, The Well and The Voyage of Saint Brandon (Tre drammi: Il telaio della luce, Il pozzo e Il viaggio di San Brandon, 1984)

### Saggi e Autobiografia
- An Orkney Tapestry (Un arazzo orcadiano, 1969)
- Letters from Hamnavoe (Lettere da Hamnavoe, 1975)
- Under Brinkie's Brae (Sotto la collina di Brinkie, 1979)
- Portrait of Orkney (Ritratto delle Orcadi, 1981)
- Rockpools and Daffodils: An Orcadian Diary (1979-91) (Laghetti di roccia e giunchiglie: un ritratto delle Orcadi, 1992)
- For the Islands I Sing: An Autobiography (Per le isole canto: autobiografia, 1997)
- Stained Glass Windows (Vetrate istoriate, 1998)
- The First Wash of Spring (La prima lavata di primavera, 2006)
- George Mackay Brown - The Life (Author: Maggie Fergusson - John Murray Publishers, 2006) ISBN 978-0-7195-6605-9.

### Racconti per bambini
- The Two Fiddlers (I due imbroglioni, 1974)
- In quella grotta (Pictures in the Cave, 1977)
- Six Lives of Fankle the Cat (Le sei vite di Fankle il gatto, 1980)